# SDSL
SDSL (symmetric digital subscriber line, симетрична цифрова абонатна линия) е слабо известна и разпространена в България технология за предоставяне на широколентов достъп до Интернет, използващ наличните медни телефонни кабели (познати под термина последна миля).
SDSL се отличава от другите DSL технологии по това, че скоростите на предаване и приемане са симетрични. Потребителят може да „сваля“ информация със същата скорост, с която може да „качва“. Това прави SDSL технологията по-подходяща за употреба от малкия и среден бизнес.
В България SDSL услуги се предлагат единствено от БТК. Услугата се предоставя само за корпоративни клиенти. В центровете на БТК не дават допълнително информация за тази услуга или въобще не знаят за съществуването ѝ. За допълнително информация за SDSL се обадете на телефон 087123 или 123. Посочените телефони се избират само от мрежата на БТК.